# Camino (vía)

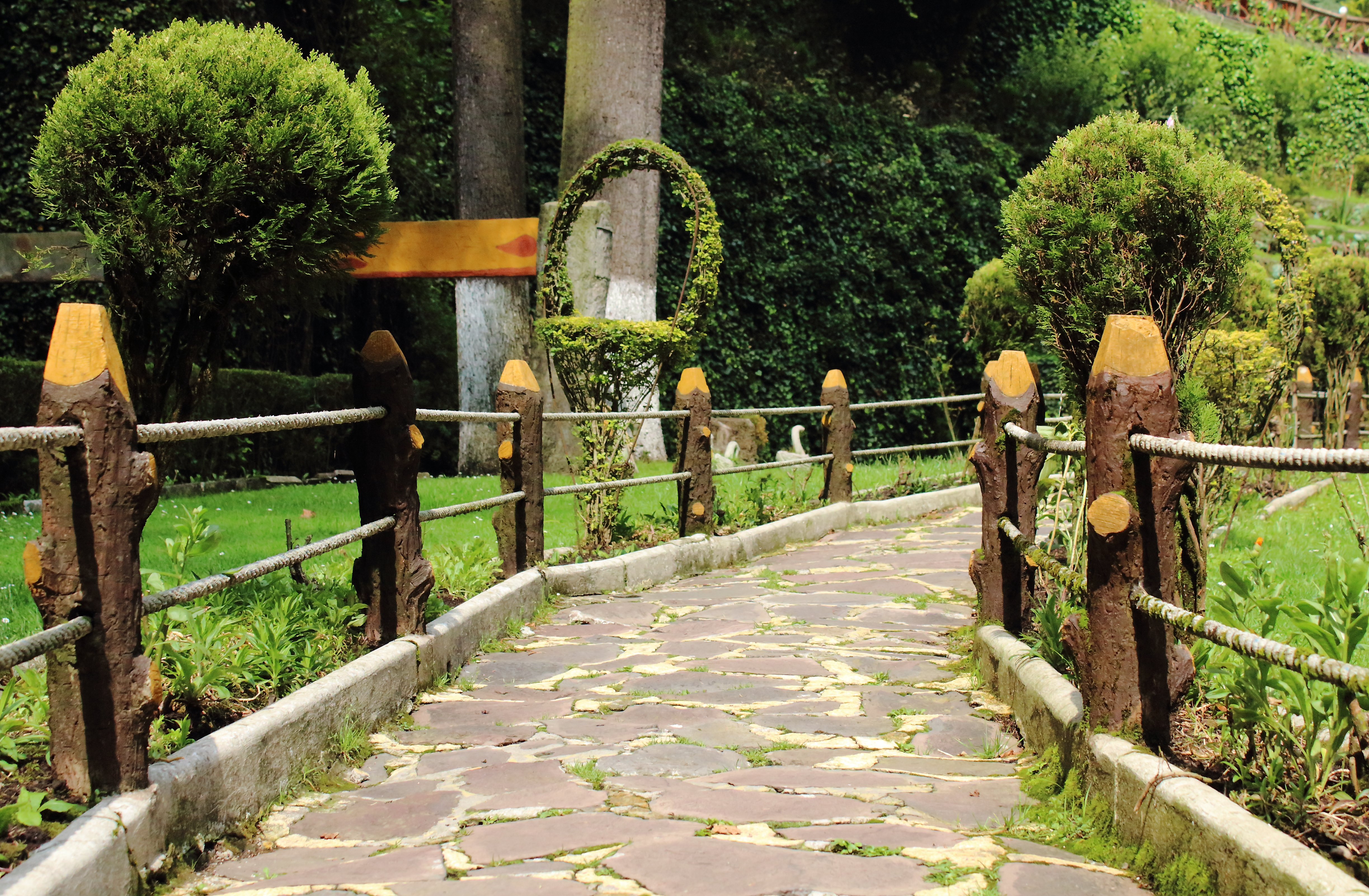
Camino en restaurante, Toluca.

Un camino, en sentido lato, designa toda vía de comunicación entre dos puntos; en su sentido restringido y más usado, se aplica a las vías terrestres de comunicación.
Los caminos son mayoritariamente bienes de dominio público de la nación, provincia o municipio, y de aprovechamiento común; si bien pueden ser de propiedad privada. Son frecuentes las discusiones sobre la titularidad de un camino, pues instituciones en ocasiones obvian que sea de propiedad privada o particulares ignoran que sea de dominio público.
Las funciones de la Administración pública con respecto a los caminos pueden reducirse a tres:
- construirlos y repararlos
- conservar su propiedad
- regular el aprovechamiento común

## Historia
Es de creer que desde el momento en que los pueblos se fueron relacionando entre sí se fueron estableciendo rutas para facilitar la comunicación, y que se establecerían reglas de policía para su conservación y aseo. Se dice que los persas tuvieron tres caminos principales muy buenos. Según Diodoro de Sicilia, Semíramis estableció por todos sus estados una especie de caminos o vías militares para cuya construcción hizo rebajar colinas, rellenar valles y fosos y formar diques y calzadas elevadas. Justino asegura asimismo que Jerjes empleó sumas considerables para la construcción de caminos públicos.

## Antigua Grecia
Heródoto dice que el cuidado de los caminos entre los lacedemonios estaba a cargo de los reyes. En Atenas cuidaba de ellos el senado, y en Tebas y otros pueblos de Grecia confiaban este encargo a los hombres más eminentes. Sin embargo, no parece que entre los griegos este ramo hubiese adelantado con proporción a los otros en que tanto aventajaron a los demás países, como resulta claramente de un pasaje de Estrabón. Este autor dice en el libro 5.° que los griegos miraron con negligencia tres obras por los que los romanos no escatimaron tiempo ni fatigas, a saber, la construcción de las cloacas, de los acueductos y de los caminos o vías públicas. Se justifica además el atraso o indiferencia de los griegos por los caminos al no hacer mención de ellos ninguno de sus autores y porque no llegaron jamás a tener ninguno enlosado. Este adelanto estaba reservado, según dice Isidoro a finales de su libro XV, a los cartagineses, pueblo comerciante que conocía el interés de los viajes y la facilidad de los transportes.

## Antigua Roma

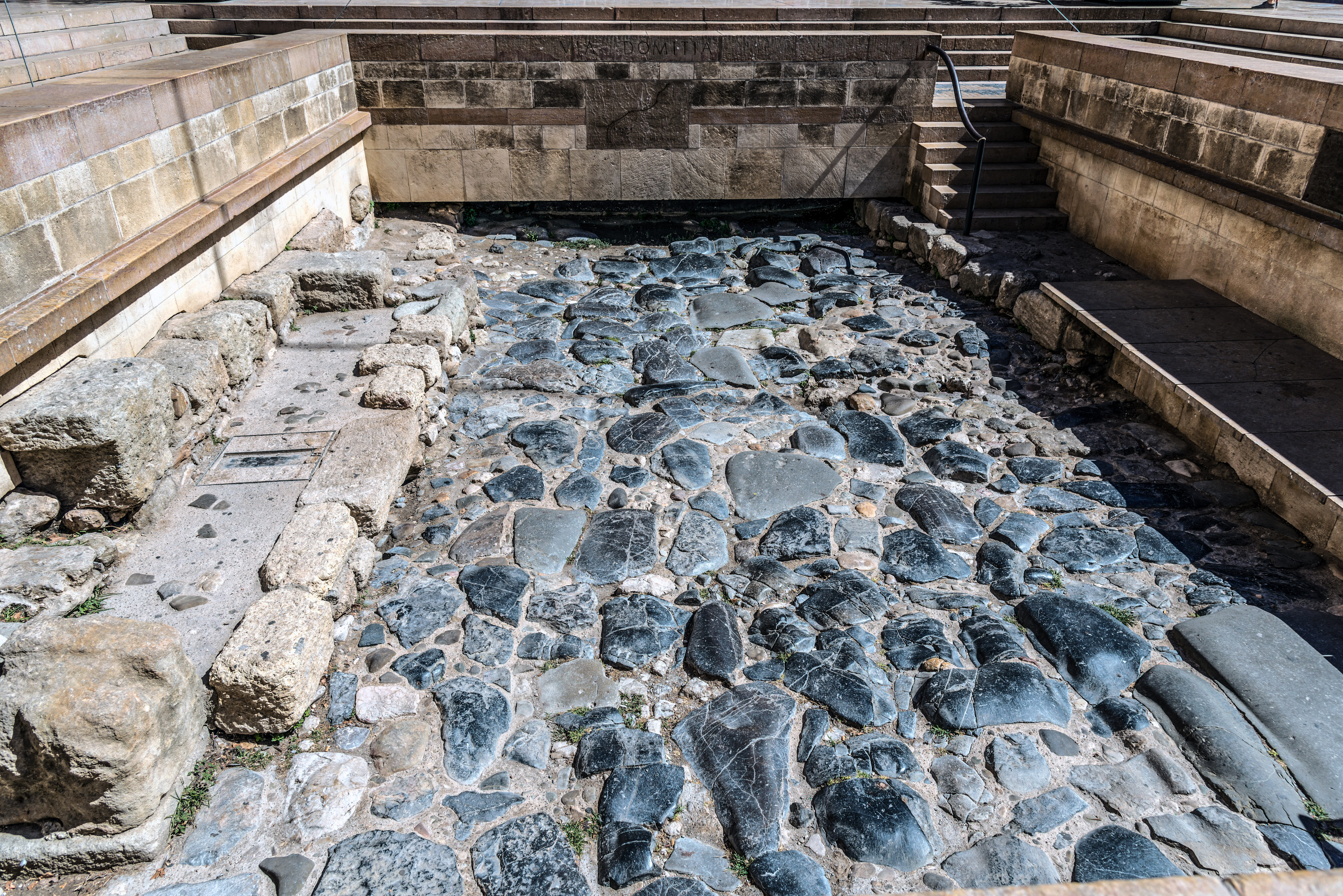
Calzada romana

Los romanos siguieron su ejemplo y los monumentos o vías que quedan todavía de ellos después de tantos siglos son un testimonio incontestable de su poder y de su gloria. El primer camino que construyeron es considerado el más hermoso de cuantos fabricaron: este es la vía Apia, así llamada por Apio Claudio. En seguida, hicieron construir la vía Aureliana, luego la Flaminia, a las que añadieron otras muchas, de suerte que los caminos espaciosos, sólidos y adornados de milla en milla de columnas de mármol se extendían en todas direcciones desde las extremidades occidentales de Europa y África hasta Asia menor, en una distancia de más de cuarenta mil leguas francesas.
Los romanos construían los caminos con cuatro hiladas o capas de materiales, de las que resultaba una obra solidísima.
- la primera, llamada statumen, era de mortero compuesto de arena, cal y toba, y tenía una pulgada de grueso sobre tierra firme;
- la segunda capa o cama, que se ponía sobre la primera, era de casquijo y escombro desmenuzado y unido con mortero y se llamaba por los latinos ruclus;
- la tercera hilada, que iba sobre la segunda, se componía de calcina o argamasa hecha de arena o toba mezclada con cal, y la llamaban nucleus porque calaba toda la obra;
- finalmente, ponían la cuarta capa que estaba en la superficie, compuesta unas veces de piedras duras y sólidas, como se ve en la vía Apia y otras de escombros o de guijarros pequeños, mezclado todo con arena gruesa, como se ve en algunos caminos militares, guardando para las ciudades y sus inmediaciones aquellas piedras de mayor tamaño.

Los grandes caminos de los romanos tenían sesenta pies de ancho.
Los antiguos paganos acostumbraban a poner en los caminos la estatua de Mercurio, como numen tutelar de los viajeros, los cuales al pasar solían tomar una piedra del camino y echarla al pie del simulacro de aquella falsa divinidad, como un acto de adoración. Estas piedras servían después en algunos países para quitar la vida a aquellos que eran condenados a morir apedreados y a esto alude lo que aparece en el cap. XXVI de los Proverbios, de que el que honra y protege a un insensato obra del mismo modo que quien tira su piedra en el montón dedicado a Mercurio.

## En España

### Competencias
Para la dirección de los asuntos referentes a caminos, Carlos III creó una superintendencia general que agregó a la de Correos y postas. Puso al frente al primer secretario de Estado, determinando su organización y facultades.
En Granada, Jaén y Córdoba todo lo relativo a caminos estaba bajo la dirección de la Junta mayor de Granada, que fue suprimida el 27 de julio de 1804, pasando sus facultades al capitán general, excepto la carretera de Granada a Málaga, que la gestionaba un inspector general.
Posteriormente pasaron las competencias al Ministerio de Fomento.

### Clasificación
En los siglos XIX e inicios del XX, existen caminos ordinarios y de hierro (ferrocarriles); a su vez los primeros pueden clasificarse en carreteras y caminos, tomando esta palabra en su acepción más restringida y distinguiendo los caminos vecinales de los rurales y de servicio particular.

#### Caminos vecinales
Gramaticalmente son los destinados al servicio particular de los vecinos de un pueblo para sus fincas . Pero legalmente, en la frase «caminos vecinales» se comprenden «todos los caminos de dominio público, que no son carreteras nacionales ni provinciales». Respecto a ellos se han seguido sucesivamente tres sistemas:
- el de la Ley de 22 de julio de 1857 que, considerándolos como carreteras de tercer orden destinadas a unir dos o más municipios de una provincia, los puso a cargo del

Estado.
- el de la Ley de 14 de noviembre de 1808, que los dejó a cargo exclusivo de los ayuntamientos
- el sistema mixto: instaurado por la ley de 29 de diciembre de 1876, y seguido por la ley municipal de 1877 y por la Ley y Reglamento de caminos vecinales de 30 de julio de 1904 y 16 de mayo de 1905, respectivamente.

Según la Ley municipal de 2 de octubre de 1877, enmendada por la Ley de 1901 y el Reglamento de 1905 citados, se consideran caminos vecinales los ordinarios de interés público que no estén incluidos en los planes del Estado ni de las provincias, y que figuren en el plan especial de caminos vecinales (art. 1º de la Ley). Son de primer orden los que unen carreteras del Estado o provinciales con estaciones de ferrocarriles, siempre que la longitud no exceda de 10 km, límite que puede ampliarse con ciertas condiciones, hasta 15 km para los caminos que unan carreteras (Real Orden de 19 de octubre de 1909).
Los que unan cabezas de partido judiciales o poblaciones en que haya mercado o fábricas importantes con estaciones de ferrocarriles siempre que la longitud no exceda de 10 km, y los de interés común a dos o más ayuntamientos o que por alguna circunstancia especial afecten al tránsito general de una región importante. Son caminos de segundo orden los que sin estar comprendidos en ninguno de los casos anteriores afecten a un solo ayuntamiento (art. 2º de la Ley)
Para entender en la formación del plan de caminos vecinales, orden de ejecución, construcción, conservación y policía de los mismos, existen:
- Juntas de distrito en las cabezas de partido judiciales (o en la del ayuntamiento si este comprende varios partidos) compuestas del alcalde de la capital de distrito (presidente), seis vocales elegidos por los municipios, dos por las Cámaras agrícolas y dos por las de Comercio (nombrándolos el gobernador si no existieran tales cámaras en el distrito), dos representantes de las corporaciones, empresas, fábricas, industrias, etc., que subvencionen directamente la construcción o conservación de los caminos, si los hubiere, y otros dos designados por la Diputación provincial. Será secretario el funcionario que designe el gobernador provincial a propuesta del ingeniero jefe de obras públicas. La Juta se renueva por mitad cada dos años, excepto el cargo de secretario.

Estas juntas tienen por misión formular el proyecto del plan de caminos que corresponde al distrito, aprovechando para ello los datos existentes en las Jefaturas de obras públicas. Clasificarán los caminos en los dos órdenes y expresarán la anchura, trazado, longitud y coste 8cuando un camino interese a dos o más distritos, procurarán las Juntas ponerse de acuerdo, y si no lo consiguieren, lo incluirá cada uno en su presupuesto expresando los motivos de disconformidad. También será su función revisar el plan cada quinquenio para adaptarlo a las necesidades del tráfico. Presentarán a la Junta provincial el plan anual de obras nuevas. Cuidarán de la conservación, reparación y policía de los de segundo orden. Propondrán a las juntas provinciales las variaciones que en la forma de servicios aconseje la práctica introducir en los reglamentos, y suministrarán a dichas juntas cuantos datos y antecedentes necesiten (arts. 3 y 4 de la ley y 10 a 22 del Reglamento).
Por Real Decreto de 24 de junio de 1908 se declaró que la constitución de estas juntas no era obligatoria, pudiendo ser suprimidas con la autorización del Ministerio de Fomento, aquellas de las establecidas que no cumplieran los antecedentes deberes, y haciéndose las propuestas de caminos en los distritos que no tenían Junta por los municipios, y en su defecto por la Junta provincial z la que pasaban las funciones asignadas a aquellas.
- Juntas provinciales en la capitales de provincia, compuestas por el gobernador civil (presidente), el vicepresidente de la Diputación (vicepresidente) y el ingeniero jefe de obras públicas, como vocales natos; dos diputados provinciales elegidos por la Diputación y que representen distritos diferentes, dos representantes de las Cámaras de Comercio de la provincia y otros dos de las Cámaras agrícolas (aunque solo exista una, y si existieren más de dos, uno por la de la capital y otro por la demás), y un representante pro cada junta de distrito (ostentando la representación de los distritos que no tengan junta o queden si ella, los diputados provinciales), como vocales efectivos; y de un secretario, que lo será el ingeniero de caminos de la provincia que designe el gobernador. El número de vocales puede ampliarse a propuesta de la Junta y previa autorización del Ministerio de Fomento, en caso de que convenga dar representación a cualquier corporación o empresa que auxilie o facilite la construcción o conservación de los caminos. Los vocales electivos se renovarán por bienalmente por mitad dentro de cada representación.